# ياسين الصالحي (لاعب كرة قدم مواليد 1987)
ياسين الصالحي لاعب كرة قدم مغربي يلعب في مركز مهاجم، ولد بمدينة الدار البيضاء في 3 أكتوبر 1987 و لعب سابقاً مع المنتخب المغربي المحلي والأول، في موسم 2008-2009 لعب لنادي الراسينغ البيضاوي وتوج هدافا لدوري الدرجة الثانية بـ 19 هدفاً ولعب أول موسم له مع الرجاء سنة 2009 حيث سجل 5 أهداف في 15 مباراة وفي موسم 2010-2011 لعب مع الرجاء 28 مباراة وسجل 7 أهداف وفاز في نفس الموسم مع الرجاء بلقب البطولة المغربية، أما موسم 2011-2012 فقد لعب رفقة الرجاء 23 مباراة وسجل 5 أهداف، كما أنه يلعب مع المنتخب المغربي الأول حيث خاض أول مباراة دولية ضد السنغال في 25 ماي 2012 ، ويلعب أيضاً مع المنتخب المغربي لللاعبين المحليين .

## كـأس العرب
قاد ياسين الصالحي المنتخب المغربي لللاعبين المحليين لإحراز لقب كأس العرب 2012 في السعودية حيث سجل 6 أهداف في 5 مباريات وتوج كهداف للبطولة وأحسن لاعب، حيث سجل هدف في مرمى البحرين (4-0) و 4 أهداف في مرمى اليمن (4-0) وهدف في مرمى العراق في لقاء النصف نهاية (2-1) .

## الإنجازات
الرجاء الرياضي
- البطولة الوطنية المغربية (2) : 2011، 2013
- كأس العرش (1) : 2012
- كأس شمال أفريقيا للأندية البطلة (1) : 2015
- كأس العالم للأندية وصيف : 2013

 نادي الكويت
- كأس الأمير (الكويت) (1) : 2016

 منتخب المغرب
- كأس العرب (1) : 2012

### فردية
- أفضل لاعب مغربي : 2014
- هداف كأس العرب: 2012
- أفضل لاعب في كأس العرب مع المغرب: 2012
- هداف كأس الأمير (الكويت): 2016
- أفضل لاعب في الدوري الكويتي: 2016

## روابط خارجية
- ياسين الصالحي على موقع الاتحاد الدولي (مؤرشف)  (الإنجليزية)
- ياسين الصالحي على موقع قاعدة بيانات كرة القدم.إي يو (الإنجليزية)
- ياسين الصالحي على موقع ناشيونال فوتبول تيمز (الإنجليزية)
- ياسين الصالحي على موقع Soccerway.com (الإنجليزية)
- ياسين الصالحي على موقع GSA (الإنجليزية)